# Königsstuhl (Pferd)
Königsstuhl (* 17. Mai 1976; † 23. August 1995) war ein Englischer Vollbluthengst, der auf dem Gestüt Zoppenbroich der Familie Bresges in Mönchengladbach-Rheydt von Dschingis Khan aus der Königskrönung gezogen wurde.

## Abstammung
Seine Mutterlinie (Fam. 5-h) mit der Stammmutter Kaiserwürde gehört zu den sehr erfolgreichen Vollblutfamilien im Deutschland der Nachkriegsgeschichte. Aus ihr entstammen so gute Pferde wie Kronzeuge, Kronenkranich, Kaiserstern, der Preis-von-Europa-Sieger Kamiros, Katmai und unter anderem die hervorragende Stute Kandia. Sein Vater Dschingis Khan war eher ein Meilen-Pferd und hat nur wenige Steher unter seinen Nachkommen hinterlassen.

## Rennlaufbahn
Königsstuhl absolvierte im Alter von zwei bis fünf Jahren 20 Starts, in elf Rennen siegte er und in sieben Rennen belegte er den zweiten Platz. Die Gewinnsumme betrug insgesamt   1.028.125 DM (= ca. 522.093 €). Das Generalausgleichsgewicht (GAG) betrug 73,5 – 103,5 – 102 – 105 kg.
Wie allen seinen Talenten gab Trainer Sven von Mitzlaff Königsstuhl eine unspektakuläre Zweijährigensaison mit nur 2 Rennen, von denen er das zweite in der Sieglosen-Klasse über 1.200 m gewann.
Einzig bei seinem Start im Prix Prince Rose in Ostende kam er ohne Geld nach Hause. Er siegte im klassischen Henckel-Rennen (heute Mehl-Mülhens-Rennen – German 2000 Guineas), dem Deutschen Derby und dem St. Leger in Dortmund und ist damit das einzige Pferd in der Geschichte des (west)deutschen Galopprennsports, das Träger der Dreifachen Krone ist. Darüber hinaus siegte er u. a. im Aral-Pokal in Gelsenkirchen, beim Großen Preis von Düsseldorf und international im Gran Premio di Milano in Mailand, einer hoch dotierten Altersvergleichsprüfung im Herbst.
Im Union-Rennen, der wichtigsten Derby-Vorprüfung wurde erstmals in der Geschichte des deutschen Rennsports ein Richterspruch nach seiner offiziellen Bestätigung noch einmal korrigiert. Bei der ersten Auswertung der Zielfotografie hatte der Zielrichter Königsstuhl vor Nebos gesehen. Wegen des zuvor gelaufenem Jagdrennens musste der Spiegel für das Zielfoto neu montiert werden und bei der Ausrichtung wurde ein Fehler gemacht. Bei nochmaliger Überprüfung des Zielfotos korrigierte der Zielrichter seine Entscheidung und erklärte Nebos als Sieger vor Königsstuhl. Dies war damals eine höchst umstrittene Entscheidung.
Seine Rennlaufbahn und vor allem die Dreijährigensaison war geprägt durch die Auseinandersetzung mit seinem gleich starken Widersacher Nebos, mit dem er dreimal in Zielfotoentscheidungen involviert war. Der Leistungsunterschied zwischen diesen beiden Pferden war kaum zu objektivieren, nach Einschätzung vieler Fachleute wurden ihre Rennen gegeneinander vor allem auch durch den im Vergleich zum jungen Lutz Mäder (auf Nebos) erfahreneren Reiter Peter Alafi entschieden.
Die Rennlaufbahn von Königsstuhl ist untrennbar mit seinem Trainer Sven von Mitzlaff verbunden. Der Grandseigneur  unter den deutschen Trainern hat für das Gestüt Zoppenbroich und andere Besitzer viele erstklassige Pferde vorbereitet und mit Königsstuhl als dem Gewinner der dreifachen Krone hat er sein Lebenswerk gekrönt. Seit 1979 wird vom Galopp-Club Deutschland jedes Jahr die Turfpersönlichkeit des Jahres gewählt. Geehrt werden damit Personen oder Gruppen, die sich besonders um den Galopprennsport verdient gemacht haben. Erster Träger dieser Auszeichnung war Sven von Mitzlaff als der erste Trainer in der Bundesrepublik, der einen Träger der Dreifachen Krone trainiert hat. Und wenn Königsstuhl lief, dann kamen die Massen auf die Rennbahn. 1979 wurde Königsstuhl zum Galopper des Jahres gewählt.

## Zuchtlaufbahn
Nach der Rennkarriere wurde Königsstuhl 1982 in seinem Heimatgestüt Zoppenbroich aufgestellt. Die Zuchtlaufbahn von Königsstuhl war ähnlich erfolgreich wie seine Rennkarriere. Er wurde dreimal Champion-Vaterpferd in Deutschland. Schon in seinem ersten Jahrgang (1983) stellte er mit Helikon einen Sieger eines Gruppe-I-Rennens. Er ist Vater von 15 Pferden, die in klassischen Rennen siegreich oder platziert waren. Besonders erfolgreich war Königsstuhl, wenn er mit Töchtern des deutschen Spitzenvererbers Surumu gepaart wurde. Die Derby-Sieger Lavirco und Pik König sind aus einer solchen Verbindung hervorgegangen und vor allem der im Gestüt Isarland 1990 gezogene Monsun. Über die Badener Herbstauktion gelangte dieser in den Besitz von Georg Baron von Ulmann (Gestüt Schlenderhan) und wurde vom Meistertrainer Heinz Jentzsch zu einem erstklassigen Rennpferd geformt. Während Monsun in seiner Rennlaufbahn etwas im Schatten von Lando stand, ist er in der Zucht als Vater unzähliger klassischer- und Gruppe-1-Sieger im In- und Ausland überragend. Sein Sohn Manduro (aus der Mandellicht) war 2007 das höchst eingestufte Pferd der Welt. Monsun ist seit den Zeiten des legendären Ticino der erste deutsche Vollblüter, der international wirkliche Beachtung findet. Was vor 20 Jahren als fast unmöglich schien, ist heute Realität, nämlich dass die größten internationalen Züchter, wie die Herrscherfamilie von Dubai oder die Coolmore-Gruppe ihre besten Stuten zu einem deutschen Hengst zum Decken schicken. Königsstuhls Erbe ist ein großer Popularitätsfaktor für die Deutsche Vollblutzucht und ein Erbe, das es zu bewahren gilt.
Königsstuhl verstarb im August 1995 an den Folgen einer Kolik.